# Lannův palác
Lannův palác je mohutná nárožní stavba čp. 1030/II v novogotickém stylu stojící na rohu ulic Hybernská (č. 9) a Havlíčkova (č. 1) naproti budově Masarykova nádraží na Novém Městě, Praha 1. Je chráněn jako kulturní památka.

## Dějiny paláce

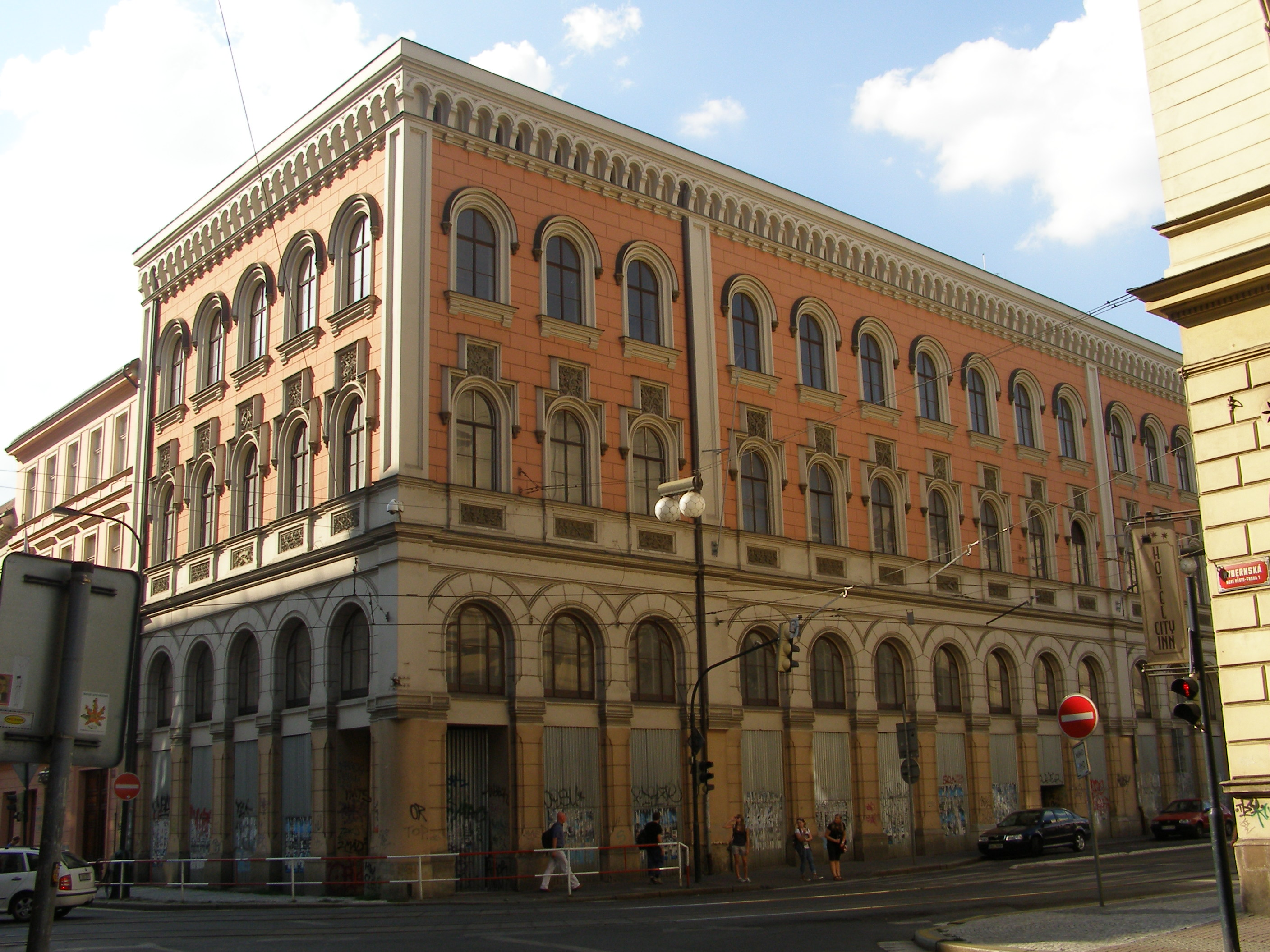
Lannův palác před rekonstrukcí

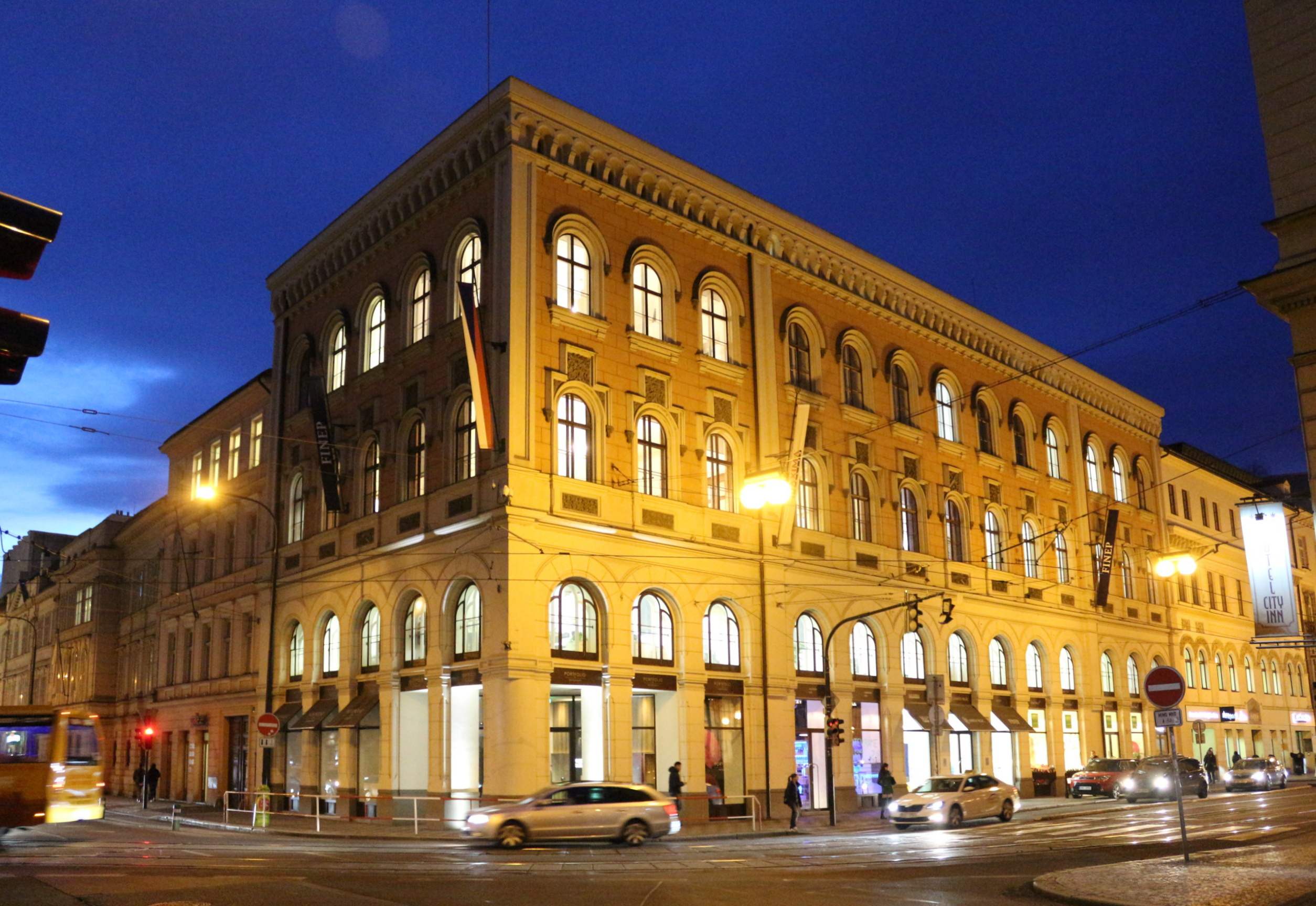
Večerní pohled

Roku 1431 stály na této parcele čtyři středověké domy: Martina tkalce, Kateřiny vdovy po barchetníkovi, Matyáše měďnáře a Romana měďnáře. Pozemek s domy "U břehů" a "U tří stupňů" roku 1857 koupil Vojtěch Lanna starší, stavební podnikatel a zakladatel oceláren na Kladně, a dal zde vystavět moderní palác. Už roku 1845 vypracoval jeho přítel, architekt Josef Kranner, projekt na klasicistní přestavbu domu, který zde tehdy stál (jeho podoba není známa). Roku 1859 dodal Jan Ripota nové plány, které zejména v pojetí fasády pozměnil architekt Vojtěch Ignác Ullmann.
V roce 1859 byla dokončena stavba paláce s obytnými a reprezentačními prostorami a obchody v přízemí. Iniciály majitele AL (Adalbert Lanna) jsou na žerdích pro prapory, jeho emblém stavebního podnikatele – zkřížená kladívka – je ve štítech oken.
V roce 1871 syn Vojtěcha Lanny, Vojtěch Lanna mladší (od roku 1868 rytíř, od 1907 svobodný pán), koupil sousední klasicistní činžovní dům čp. 1032/II v Hybernské ulici 9 (novostavbu Josefa Brenna z roku 1845) a dal jej stavebně spojit se svým palácem, aby měl dostatek místa pro své umělecké sbírky. Dal zbudovat konírny a prokopat průjezd domu. Autory přestavby z let 1872–1873 byli architekt Josef Schulz a stavitel František Havel. Z původního mobiliáře domu, který je zachycen na 18 návrhových kolorovaných kresbách Josefa Schulze, se nic nedochovalo. Po roce 1876 byly provedeny další úpravy domu, především v dispozici a interiérech. Autorem výzdoby interiérů je pravděpodobně Viktor Barvitius.
V letech 1947–1948 byl proražen nárožní průchod (podloubí), který byl prodloužen v roce 1957 až do Havlíčkovy ulice.
V roce 2015 proběhla komplexní rekonstrukce paláce, do té doby dlouho zanedbávaného, pro společnost Finep; ta ho má dlouhodobě pronajatý od České strany sociálně demokratické, které dům patří už od začátku dvacátého století. Dům byl částečně zpřístupněn veřejnosti a zároveň byla v přízemí otevřena Lannova kavárna.

## Popis
Palác je rohový třípatrový dům, strana do Havlíčkovy ulice má 13 os, do Hybernské 5 os. Fasády jsou řešeny v tzv. obloukovém stylu s neogotickými detaily. Parter tvořený řadou pilastrů je prosklený, na nároží průchozí. Podlaží nad ním je snížené, s širokými půlkruhovými okny. Horní dvě patra mají okna rovněž půlkruhově ukončená, fasáda těchto pater je lososově zbarvená. Obě průčelí jsou zakončena výraznou římsou s obloučkovým vlysem, v němž jsou malá okénka osvětlující půdu.
V interiéru paláce je pozoruhodné historické schodiště s prvky ze žehrovického pískovce, které je konstrukčně unikátní – stupně jsou ukotveny pouze do obvodových zdí na vnější straně.